# Scalesia gordilloi
Espèce
Statut de conservation UICN

 CR B1ab(iii,v)+2ab(iii,v) : 
En danger critique
Scalesia gordilloi est une espèce de plantes à fleurs de la famille des Asteraceae  endémique des îles Galápagos.

## Publication originale
- Nordic Journal of Botany 6(1): 35–37, f. 1–2. 1986.